# Paris-Roubaix 2017
Paris-Roubaix 2017 a fost ediția a 115-a cursei clasice de ciclism Paris-Roubaix, cursă de o zi. S-a desfășurat pe data de 9 aprilie 2017 și a făcut parte din calendarul UCI World Tour 2017. Cursa a avut startul la Paris și s-a încheiat la Roubaix.

## Echipe
Toate cele 18 echipe din UCI WorldTeams au fost invitate în mod automat și au fost obligate să participe la cursă. Șapte echipe au primit wild card-uri.

### Echipe UCI World
- Ag2r-La Mondiale
- Astana
- Bahrain-Merida
- BMC Racing Team
- Bora–Hansgrohe
- Cannondale–Drapac
- Dimension Data
- FDJ
- Team Katusha-Alpecin
- LottoNL–Jumbo
- Lotto Soudal
- Movistar
- Orica-Scott
- Quick-Step Floors
- Team Sky
- Team Sunweb
- Trek-Segafredo
- UAE Team Emirates

### Echipe continentale profesioniste UCI
- Cofidis
- Delko–Marseille Provence KTM
- Direct Énergie
- Fortuneo–Vital Concept
- Roompot–Oranje Peloton
- Sport Vlaanderen–Baloise
- Wanty–Groupe Gobert

## Rezultate
| Loc | Concurent           | Echipă            | Timp      |
| --- | ------------------- | ----------------- | --------- |
| 1   | Greg Van Avermaet   | BMC Racing Team   | 5h 41'07" |
| 2   | Zdeněk Štybar       | Quick-Step Floors | +0"       |
| 3   | Sebastian Langeveld | Cannondale–Drapac | +0"       |
| 4   | Jasper Stuyven      | Trek-Segafredo    | +0"       |
| 5   | Gianni Moscon       | Team Sky          | +0"       |
| 6   | Arnaud Démare       | FDJ               | +12"      |
| 7   | André Greipel       | Lotto Soudal      | +12"      |
| 8   | Edward Theuns       | Trek-Segafredo    | +12"      |
| 9   | Adrien Petit        | Direct Énergie    | +12"      |
| 10  | John Degenkolb      | Trek-Segafredo    | +12"      |

## Legături externe
- fr Site web oficial
- Paris-Roubaix 2017 – ProCyclingStats